# Al Jolson
Al Jolson, właśc. Asa Yoelson (ur. 26 maja 1886 w Średnikach, zm. 23 października 1950 w San Francisco) – amerykański autor, komik i piosenkarz.
8 lutego 1960 otrzymał trzy własne gwiazdy w Alei Gwiazd w Los Angeles znajdujące się przy 6622 Hollywood Boulevard (film), 1716 Vine Street (nagrania) i 6750 Hollywood Blvd. (radio).
Był synem rabina. Gdy miał 5 lat jego rodzina wyemigrowała do USA (Waszyngton). Sławę zdobył w 1927, występując w pierwszym filmie dźwiękowym The Jazz Singer (Śpiewak jazzbandu). Grał też w wielu innych filmach (m.in. Śpiewający błazen). Po raz ostatni wystąpił w 1940 na Broadwayu w komedii muzycznej Hold on to Your Hats.
W 1946 nakręcono o nim film biograficzny The Jolson Story.

## Najpopularniejsze piosenki
- „Swanee” (1919)
- „Avalon” (1920)
- „April Showers” (1921)
- „Toot, Toot Tootsie” (1922)
- „Juanita” (1923)
- „California, Here I Come” (1924)
- „My Mammy” (1927)
- „Sonny Boy” (1928)
- „Anniversary Song” (1946)

## Filmografia
| Rok  | Tytuł                                                | Rola                         | Reżyser                         |
| ---- | ---------------------------------------------------- | ---------------------------- | ------------------------------- |
| 1926 | A Plantation Act (krótkometrażowy)                   | w roli samego siebie         | Philip Roscoe                   |
| 1927 | Śpiewak jazzbandu (The Jazz Singer)                  | Jakie Rabinowitz             | Alan Crosland                   |
| 1928 | Śpiewający błazen (The Singing Fool)                 | Al Stone                     | Lloyd Bacon                     |
| 1929 | Say It with Songs                                    | Joe Lane                     | Lloyd Bacon                     |
| 1929 | Sonny Boy                                            | w roli samego siebie (cameo) | Archie Mayo                     |
| 1929 | Nowojorskie noce (New York Nights)                   | w roli samego siebie (cameo) | Lewis Milestone                 |
| 1930 | Mammy                                                | Al Fuller                    | Michael Curtiz                  |
| 1930 | Showgirl in Hollywood                                | w roli samego siebie (cameo) | Mervyn LeRoy                    |
| 1930 | Big Boy                                              | Gus                          | Alan Crosland                   |
| 1933 | Alleluja, jestem włóczęgą (Hallelujah, I’m a Bum)    | Bumper                       | Lewis Milestone                 |
| 1934 | Wonder Bar                                           | Al Wonder                    | Lloyd Bacon Busby Berkeley      |
| 1935 | Idź do tańca (Go into Your Dance)                    | Al Howard                    | Archie Mayo                     |
| 1936 | The Singing Kid                                      | Al Jackson                   | William Keighley Busby Berkeley |
| 1939 | Róża z Washington Square (Rose of Washington Square) | Ted Cotter                   | Gregory Ratoff                  |
| 1939 | Hollywoodzka kawalkada (Hollywood Cavalcade)         | w roli samego siebie         | Irving Cummings                 |
| 1939 | Swanee River                                         | Edwin Pearce Christy         | Sidney Lanfield                 |
| 1945 | Błękitna rapsodia (Rhapsody in Blue)                 | w roli samego siebie         | Irving Rapper                   |
| 1946 | The Jolson Story                                     | w roli samego siebie         | Alfred E. Green                 |
| 1949 | Jolson Sings Again                                   | w roli samego siebie         | Henry Levin                     |
| 1949 | Oh, You Beautiful Doll                               | w roli samego siebie         | John Stahl                      |